# Edifício Savoy
O Edifício União é um edifício histórico situado no centro da cidade de São Paulo, no Brasil.

## História
O edifício, projetado pelo arquiteto Giancarlo Palanti, foi construído pela Construtora Alfredo Mathias e concluído em 1954. Na época de sua inauguração, tratava-se de um dos primeiros edifícios de apartamentos de luxo ao longo da Avenida Paulista.
Em 1978, o imóvel foi adquirido pela Construtora Savoy que, por meio de obras de reforma e adaptação que duraram cinco anos, o transformou em um edifício de escritórios. As obras também incluíram a criação de espaços comerciais no térreo, onde, em 27 de fevereiro de 1981, foi inaugurado o primeiro restaurante McDonald’s de São Paulo.

## Descrição
O edifício está localizado ao longo da Avenida Paulista, no centro de São Paulo.